# Pokój w Cateau-Cambrésis
Pokój w Cateau-Cambrésis podpisany 2 i 3 kwietnia 1559 roku w Le Cateau-Cambrésis pomiędzy Francją a Hiszpanią i Anglią. 
Kończył on wojny włoskie pomiędzy Habsburgami a Francją o dominację w Europie, z których zwycięsko wyszli ci pierwsi. 
- Francja:
  - ostatecznie zrzekała się pretensji do kontrolowanych przez Hiszpanów Królestwa Neapolu i Księstwa Mediolanu.
  - Dodatkowo musiała zwrócić okupowane od 1536 r. ziemie w Sabaudii, Bresse i Piemoncie hiszpańskiemu sojusznikowi, księciu Sabaudii Emanuelowi Filibertowi;
  - francuskie garnizony miały pozostać tylko w Turynie, Pinerolo, Chieri, Chivasso i Villanova d’Asti. (Już w 1562 Francuzi oddali Emanuelowi Filibertowi wszystkie wymienione miasta oprócz Pinerolo, otrzymując w zamian Savigliano; w 1574 ewakuowali również Pinerolo i Savigliano.)
  - Król Francji Henryk II Walezjusz zwracał też księciu Mantui Wilhelmowi zajęty w czasie wojny Montferrat, a republice Genui - Korsykę.
  - We Włoszech, oprócz kilku (utraconych do 1574 r.) twierdz w Księstwie Sabaudii, udało się Francji utrzymać jedynie markizat Saluzzo.
  - Na północy Henryk II odzyskiwał okupowane przez wojska hiszpańskie Saint-Quentin, Le Catelet, Ham i Thérouanne,
  - lecz w zamian musiał zwrócić miasta zajmowane przez Francuzów w Niderlandach: Filipowi II - Mariembourg, Thionville, Montmédy i Damvillers, a biskupowi Liège - Bouillon i Covines.
  - Francja zatrzymała za to (formalnie na 8 lat) angielskie Calais.
- Traktat z Cateau-Cambrésis pomijał milczeniem los trzech miast − Toul, Metz i Verdun − wchodzących w skład Świętego Cesarstwa Rzymskiego, od 1552 roku okupowanych przez Francję;
- de facto uznano tym samym ich zabór przez Henryka II (choć formalnie zostały one wcielone do Francji dopiero na mocy pokoju westfalskiego).
- Traktat przewidywał małżeństwo Filipa II z córką Henryka II, Elżbietą.

Od tamtej chwili w zachodniej części kontynentu europejskiego utrzymywała się dominacja hiszpańska, za koniec której można uznać podpisanie pokoju pirenejskiego w 1659 roku.